# Dansk Film-Avis nr. 686 A
Dansk Film-Avis nr. 686 A er en dansk Ugerevy med dokumentariske optagelser fra 1944. Filmene blev produceret af UFA film A/S, der var ejet af det tyske UFA, der var ejet af den tyske stat.
Den dansk producerede Dansk Film-Avis var en nazistisk ugerevy og udkom i årene 1941-1945. Den bestod typisk af tre dele: dansk stof, optaget af danske kameramænd, tysk stof fra Tyskland og reportager fra fronten, produceret af Deutsche Wochenschau.

## Handling
I Norge er man begyndt at dyrke tobak.

I Sverige konkurreres der i pløjning med tospand.

I Kroatien træner en gruppe unge piger fra en sportsskole diverse gymnastiske discipliner.

I slottet Würzburger Residenz i Würtzburg afholdtes der for nylig en række Mozart-festspil.

I Tyskland er noder hidtil blevet trykt ved indgravering på kobberplader, men nu trykkes noder ved hjælp af en fotografisk teknik.

På årsdagen for folkeslaget ved Leipzig udsendte Hitler et folkeopråb om dannelsen af den tyske Folkestorm. Tyske mænd melder sig til nye Folkestorms-formationer, som skal sættes ind i forsvaret af landets truede grænser.